# مصطفى لهبيري
مصطفى (لخضر) لهبيري، عسكري جزائري تقلد عدة مناصب أمنية في الجزائر آخرها على رأس المديرية العامة للأمن الوطني أي الشرطة الجزائرية.

## مشواره
التحق في صفوف الثورة الجزارية في 1956، واشتغل منذ سنوات طويلة مدير عام للحماية المدنية منذ عام 2001.
وقبل هذا تدرج بعد استقلال الجزائر في 1962 داخل المؤسسة العسكرية الجزائرية برتية رائد بالناحية العسكرية الرابعة والثانية، حتى 1969.
- 1972 اشتغل في وحدة الطيران العسكري.
- في عام 1974 التحق بالأكاديمية العسكرية لمختلف الأسلحة بشرشال الجزائر.
- في 1987، شغل منصب ملحق عسكري بالسفارة الجزائرية بتونس.
- بعدها عُيّن مديرا مركزيا للخدمات الصحية العسكرية الجزائرية.
- في 2001، عيّن مديرًا عامًا للحماية المدنية الجزائرية.
- تم تعينه مديرا عاما للأمن الوطني اليوم 27 جوان 2018 خلفا ل عبد الغني هامل بعد إقالته.[3][4][5][6]